# Косплей
Коспле́й (м., скл., яп. コスプレ косупурэ, сокращение от англ. costume play — «костюмированная игра») — перевоплощение в различные роли, заключающееся в переодевании в костюмы и передаче характера, пластики тела и мимики персонажей компьютерных игр, кинематографа, литературы, комиксов, аниме и манги. Как правило, это увлечение включает в себя изготовление костюма и элементов атрибутики выбранного персонажа. Имеет некоторую связь с ролевым движением (отличие в том, что косплей не предполагает развития сюжета и характера персонажа, а концентрируется на характерных особенностях, описанных в источнике), а также с исторической реконструкцией (требует детального воссоздания исторического прототипа).
Уровень и сложность создания персонажей могут сильно различаться и варьироваться от простой тематической одежды до костюмов с высокой степенью детализации или сложной технической реализацией элементов.
Образ, выбранный для косплея, может быть взят из любого источника или придуман автором косплея как оригинальная идея, либо как синтез различных известных персонажей и стилей (например, версия известного персонажа в стиле стимпанк).

## Этимология
Как считается, термин cosplay придуман японским журналистом Нобуюки Такахаси в 1984 году после посещения конвенции Fiction World Science 1984 Worldcon в Лос-Анджелесе как контаминация двух слов: costume (костюм), произносящегося по-японски «косутюму», взяты первые две моры, к которым добавлено слово play (играть), «пурэ».

## История

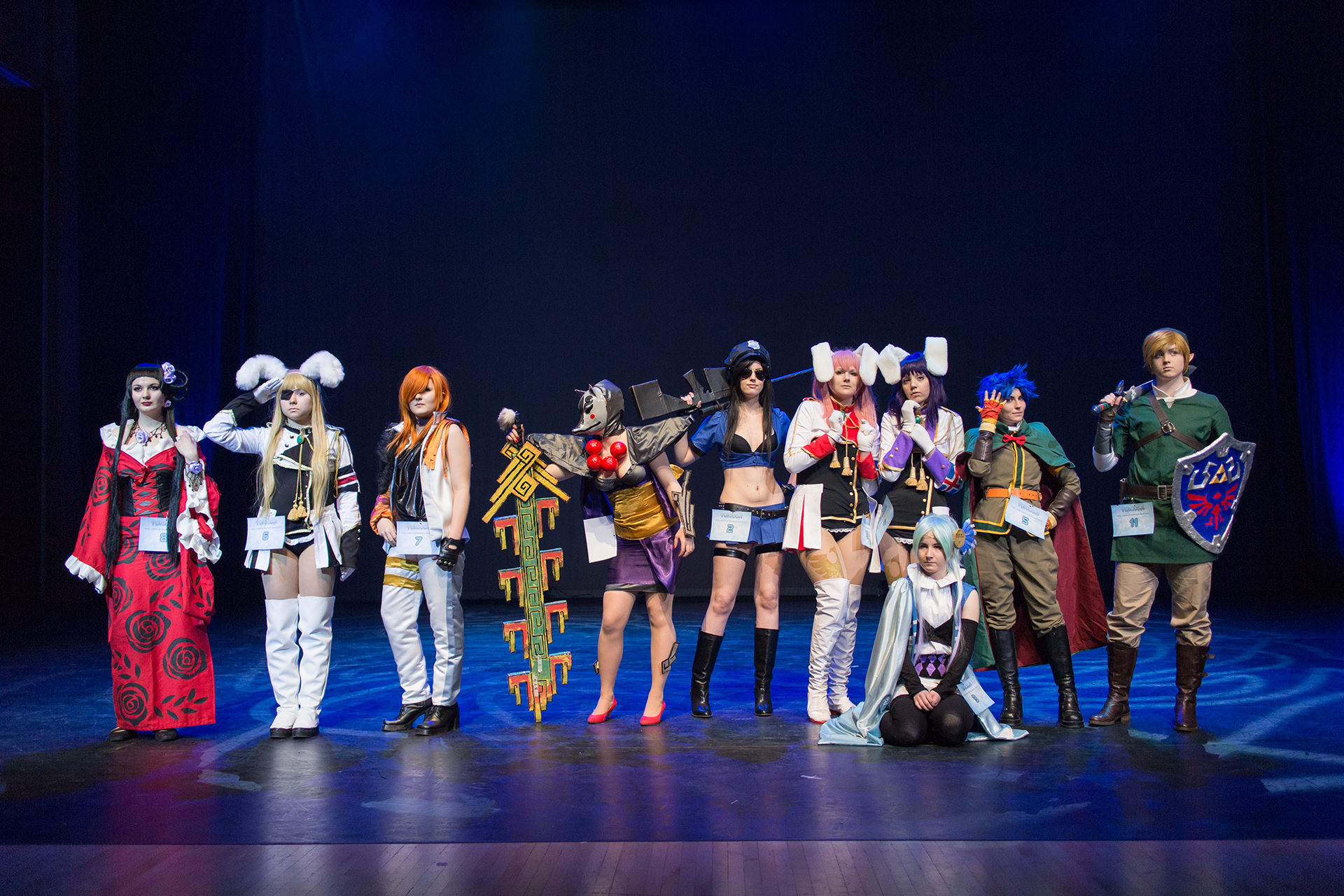
Группа косплееров на сцене косплей-фестиваля Yukicon 2014 в Финляндии

Золотой век научной фантастики, длившийся с 1930-х по 1960-е годы, а также успехи в научно-техническом прогрессе, подпитывая друг друга, стали основой для широкого распространения в западном и, во многом, мировом обществе футуристических идей литературных произведений. Эти же процессы дали старт для появления новых литературных жанров, таких как фэнтези или стимпанк. Поклонники этих жанров начали переодеваться в костюмы сродни маскарадным, в стилистике любимых произведений. Писатель и редактор Форрест Экерман писал в отчёте «Fantastic Universe»: «Монстры, мутанты, учёные, космонавты, пришельцы, и прочие твари сегодня правят балом».
Американский исследователь популярной культуры Рон Миллер указывает[где?], что в США уже к 1960-м годам произошло формирование отдельных групп фанатов, изготавливающих и примеряющих на себя костюмы и образы полюбившихся им персонажей научно-фантастической культуры. Но основным катализатором движения косплееров стали фестивали, посвящённые культуре американских комиксов. Первым фестивалем, где основной упор делался именно на жанр комикса, стал Detroit Triple Fan Fair (DTFF). Он, несмотря на статус первого подобного фестиваля, смог заложить основы организации аналогичных мероприятий на долгие годы. Хотя главный упор в DTFF делался на индустрию комиксов, он сбалансировано осветил исторические и научно-фантастические кинофильмы, литературу, а также организовал конкурс костюмов, превратившийся в характерный атрибут таких фестивалей.
В 1970 году был проведён первый San Diego Comic-Con, ставший впоследствии ведущим мировым событием косплей-движения, а также распространивший свою франшизу на многие подобные фестивали по всему миру. На первом Comic-Con 1970 года было 145 человек, однако уже через 10 лет его посещало по 6000 посетителей, а позже количество гостей стало измеряться сотнями тысяч человек. Успех формата проведения Comic-Con International дал старт другим масштабным мультиформатным мероприятиям подобного рода: Electronic Entertainment Expo (Е3) в Лос-Анджелесе, Gamescom в Кёльне и другие; позже стало возможным проводить отдельные узкоспециализированные мероприятия, посвящённые конкретному продукту или одному издателю — BlizzCon, WG Fest и т. д.
Косплей, не являясь ключевым элементом подобных фестивалей, составляет важную их часть по привлечению и развлечению посетителей и гостей мероприятия. Для самих косплееров данные фестивали являются ключевыми и, во многом, итоговыми событиями, к которым идёт целенаправленная и длительная подготовка.
С течением времени менялась поп-культура, а вместе с ней менялись и основные тенденции, повлиявшие на косплей. Если в 1970-х—1980-х годах основными двигателями косплея были комиксы, то в 1980—1990-х к ним добавились кинофильмы. В 2000-е годы, по мере возрастания графических возможностей персональных компьютеров и игровых видеоприставок, косплееры начали активно черпать идеи в видеоиграх.

## История косплея в России
Косплей пришёл в Россию в 1999 году, тогда же в журнале «Великий Dракон» была опубликована первая статья, посвящённая новому увлечению. Через два года, в сентябре 2001 г., открылся первый русскоязычный сайт; изначально на нём были представлены фотографии зарубежного косплея, а чуть позже стали появляться первые творения российских отаку. Новой качественной ступенью развития косплея в России стал аниме-фестиваль в Воронеже весной 2002 года, где костюмы впервые демонстрировались с игрой на сцене и была проведена первая крупная фотосессия. В начале нулевых основным локомотивом развития косплей-движения были аниме-выставки и фестивали, проходившие в Москве, Санкт-Петербурге, Ростове-на-Дону, Воронеже, Краснодаре, Казани. В связи с этим в российском обществе и сложилась чёткая ассоциация косплея и аниме.
Развитию косплея в начале второго десятилетия XXI века послужило несколько факторов:
- глубокое проникновение интернета и информации о самом хобби, фестивалях, изготовлении костюмов, способах и нюансах обработки материалов;
- доступность специализированных материалов EVA, ПВХ, PET и т. п.;
- появление и развитие российских мультиформатных фестивалей «Игромир» и Comic Con Russia, «Старкон», «Мультифест»[8], «Феникс»[9].

В рамках фестиваля японской культуры «Хиноде» проводится русский отбор мирового конкурса косплея World Cosplay Summit, по итогам которого победители отправятся на международные соревнования в Японию.

## Костюм
Главным атрибутом косплея является костюм, олицетворяющий образ персонажа. Как правило, костюм изготавливается косплеером самостоятельно из подручных средств или специализированных для бутафории материалов, однако существуют и покупные костюмы. В зависимости от сложности костюма его изготовление требует наличия навыков шитья, работы с бумагой и картоном, окрашивания, работы с пластиком, оргстеклом, тканью, умения работать со слесарными и токарными инструментами и т. п.
Также существуют команды и отдельные люди, специализирующиеся на обработке того или иного вида материала, изготовления определённого элемента костюма, услугами которых можно воспользоваться бесплатно или за деньги. Такие мастера получили наименование «крафтеры» (от англ. craft — ремесло).
Косплееры часто используют дополнительные аксессуары: парики, макияж, контактные линзы, временные татуировки. Для многих персонажей важным атрибутом образа является их оружие или другие аксессуары. В случае имитации оружия на многих фестивалях действуют строгие правила по запрету применения в косплее боевого, травматического, страйкбольного и любого действующего оружия.

Примеры костюмов
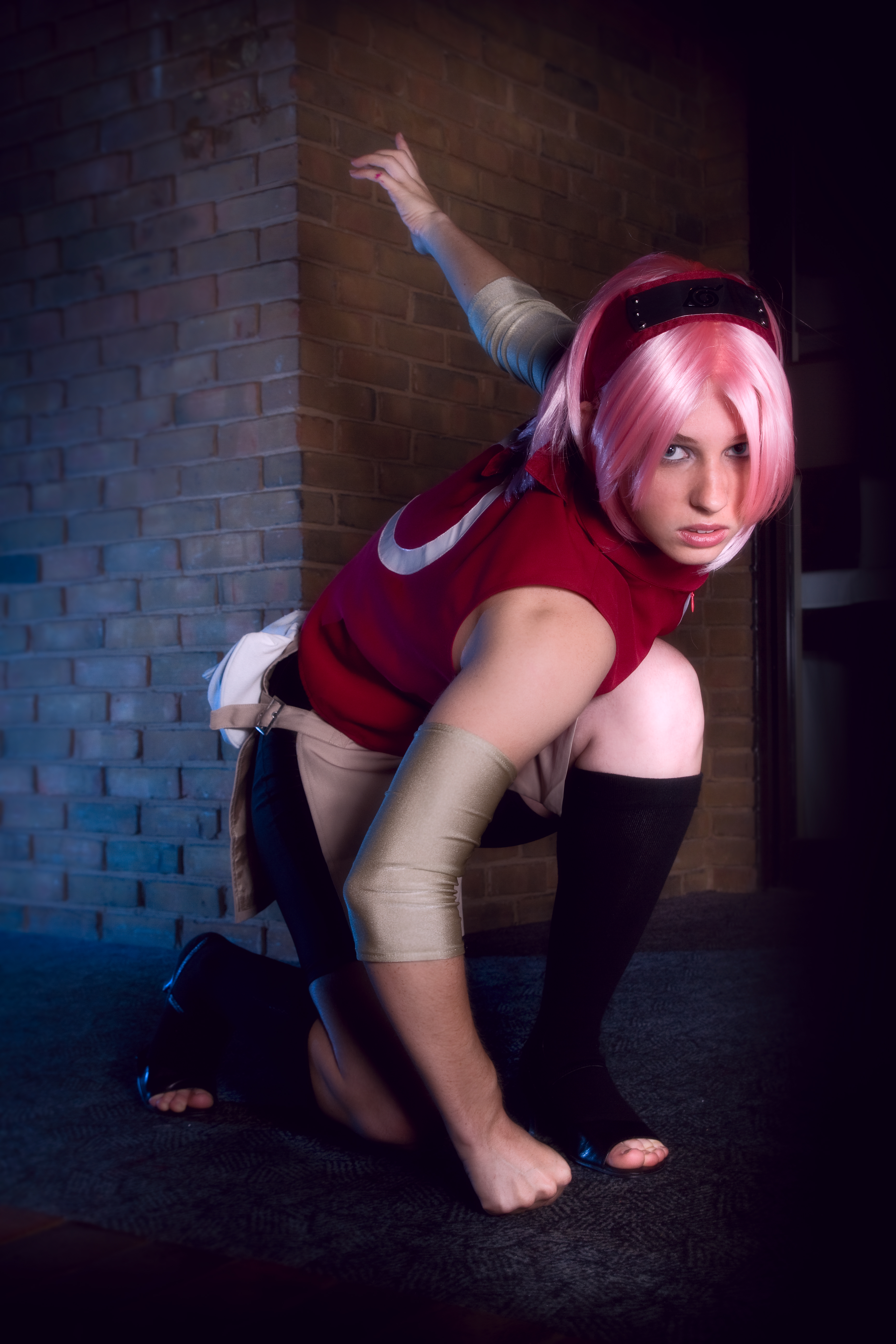
Девушка в образе Сакуры Харуно — одной из основных героинь манги «Наруто»
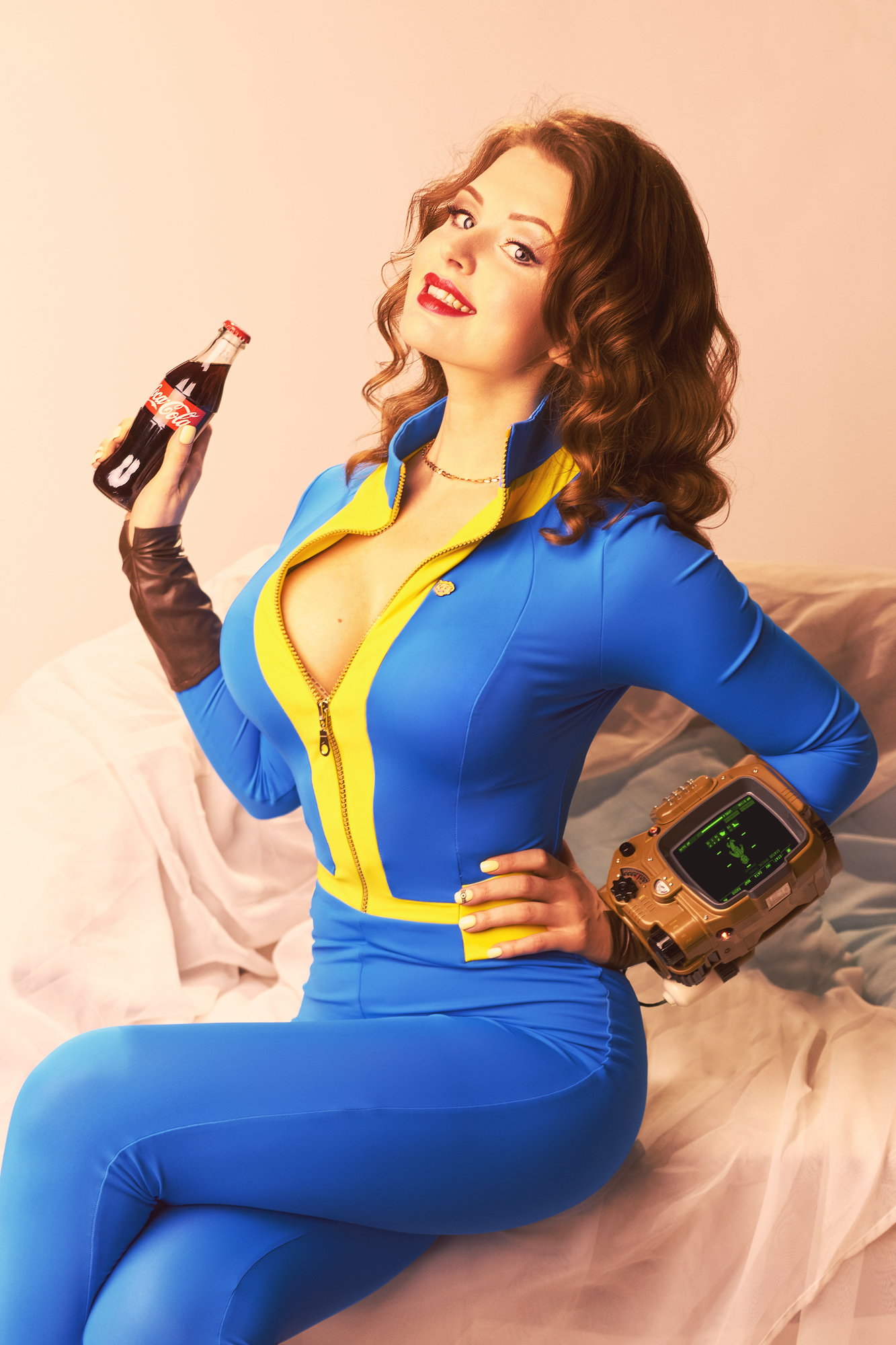
Косплей-ориджинал в стиле пинап на персонажа из компьютерной игры Fallout 4
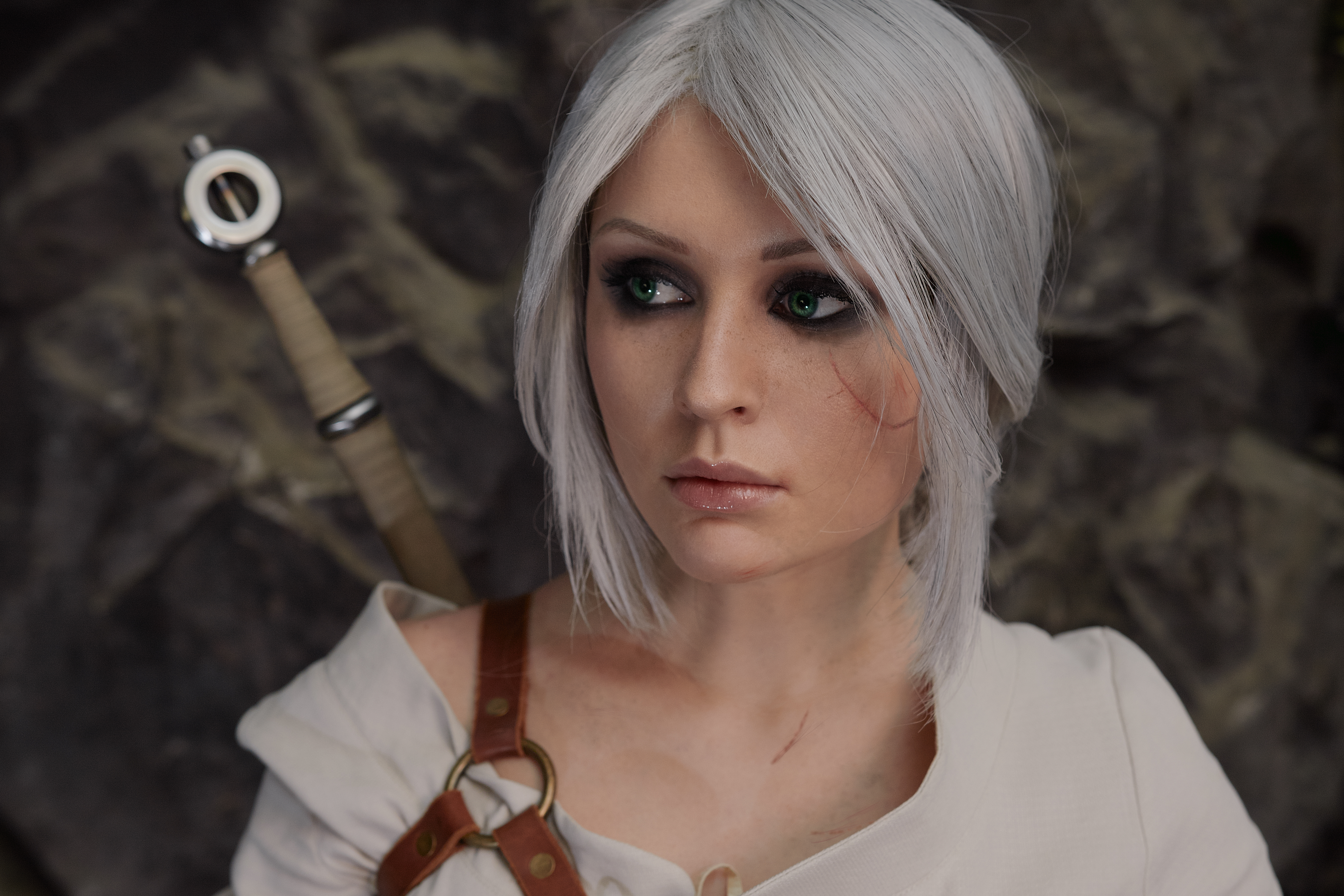
Косплей на персонажа Цири, одну из главных героинь игры «Ведьмак 3: Дикая Охота»
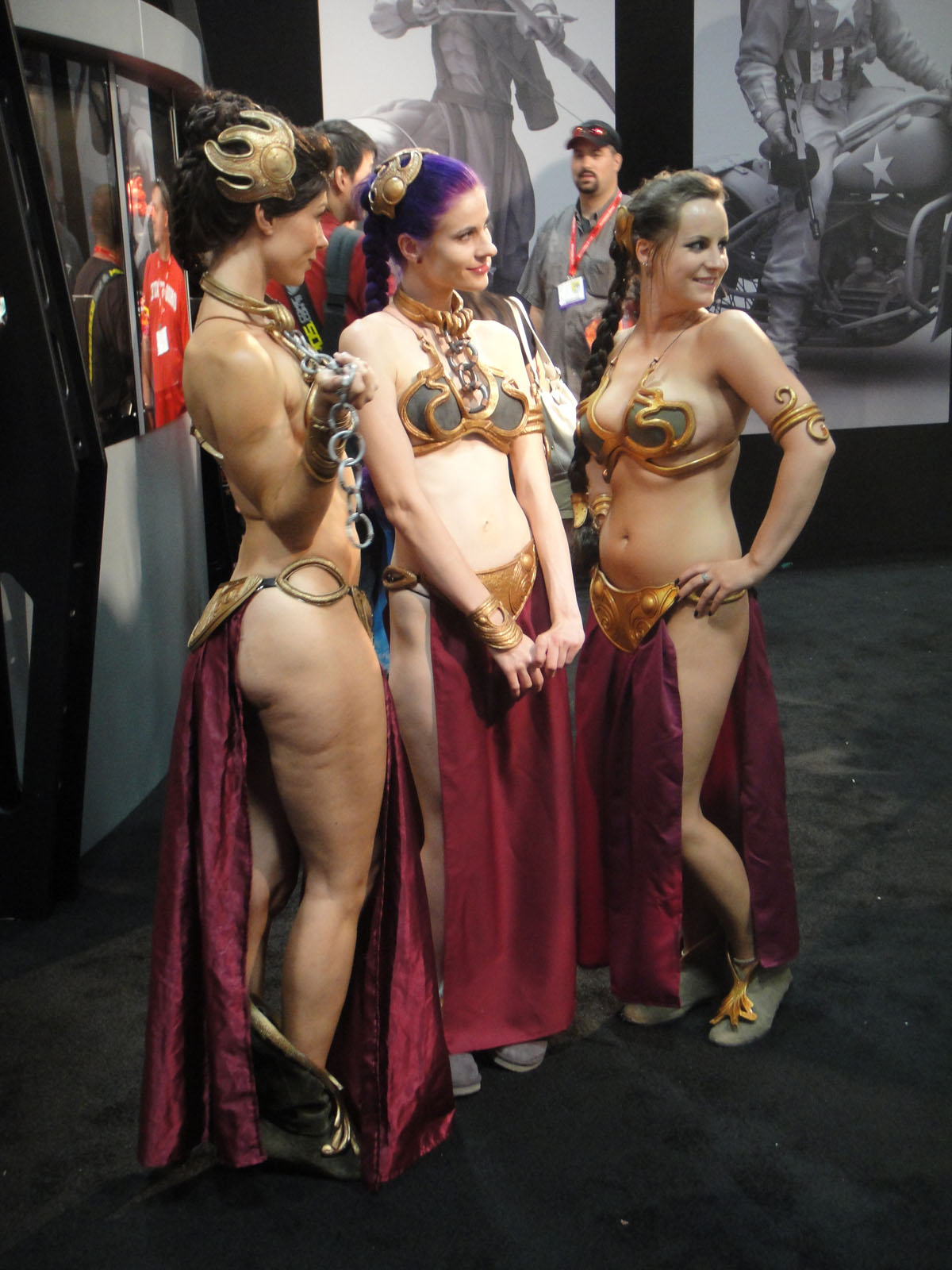
Участницы косплея на принцессу Лею, персонаж саги «Звёздные войны», в золотых бикини.
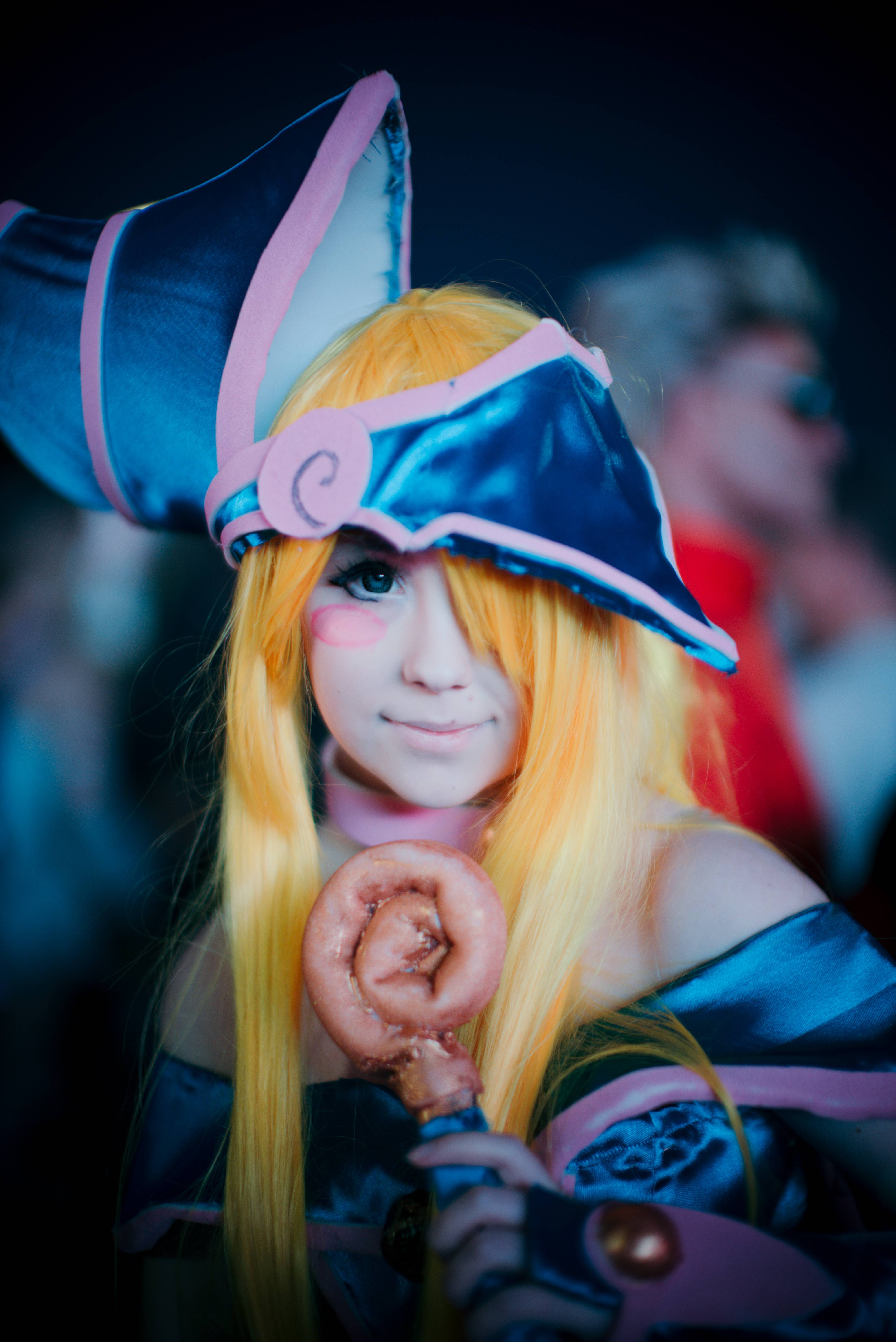
Косплей на Yu-Gi-Oh!, персонаж «Тёмной волшебницы» на MCM Comic Con 2016 в Лондоне
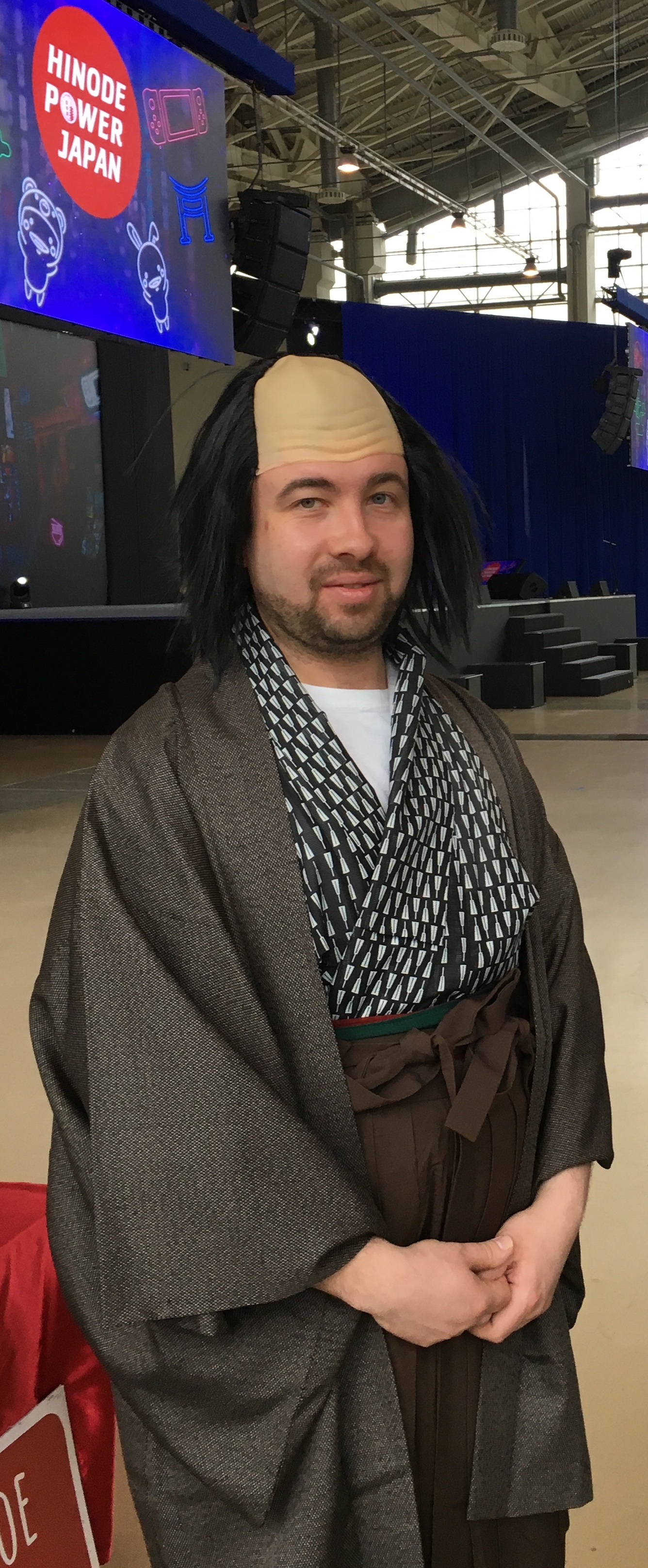
Ведущий косплей-фестиваля «Хиноде» в костюме демона

## Косбенды и клубы
Постоянно совместно выступающая группа косплееров называется косбендом. Слово появилось как объединение англоязычных cosplay и band — группа. Косбенды и клубы были основой этой субкультуры в нулевые. С распространением Интернета потребность в объединении стала не столь сильной.
Косбенды — это не только группы, встречающиеся на репетициях и выступлениях. Часто это дружеские коллективы, проводящие вместе много времени. Кроме непосредственно выступающих, в косбенде может быть своя швея-костюмер, специалист по реквизиту, стилист-визажист, фотограф и звуковик. Некоторые участники объединения могут выступать в роли преподавателей для остальных участников.
В некоторых косбендах, особенно сформированных из подростков, общение происходит прямо в образах персонажей. Это помогает участникам вжиться в роль и лучше раскрыться на сцене, но также настораживает сторонних наблюдателей и порождает различные слухи.

## Идентификация с героем
Идентификация с героем (подражание) — поведенческое соответствие выбранному в качестве образа персонажу являющееся важной частью косплея. Мимика, пластика тела, тембр голоса, а также специфические речевые обороты в сочетании с костюмом максимально приближают косплеера к выбранному персонажу. В современных реалиях косплееры используют подражание лишь в части времени пребывания в образе, когда выступают на сцене (стенде) или при позировании для фото/видеосъёмки. Это во многом вызвано тем, что подавляющее большинство косплееров не являются профессиональными актёрами, а постоянная игра отнимает много сил.

## Гендерные вопросы
Практика подобного косплея возникла из-за обилия в манге мужских персонажей с андрогинными чертами, в частности, бисёнэнов.
- создание персонажа с противоположным оригинальному полом. В этом случае женская версия персонажа будет называться «фем-версией» (от англ. female — женщина), а мужская версия персонажа будет называться «мел-версией» (от англ. male — мужчина). Однако из-за современной тенденции к феминизации создателями комиксов классических мужских персонажей (см. Riri Williams и Железный человек[15]) подобный вид косплея перестаёт выделяться в отдельную категорию.
- создание именно персонажа противоположного пола.

Создание описанного выше косплея традиционно вызывает много негативной реакции у публики, незнакомой или малознакомой с косплеем. В случае создания женщинами фем-версий персонажей публика зачастую интерпретирует это как надругательство над полюбившимся им персонажем или образом из-за привнесения в него излишней сексуальности и пр. В случае создания мужчинами косплея мел-версий персонажей или же изначально женских персонажей они могут подвергаться дискриминации гомофобного характера.

## Сексуальная объективация
Также отдельно стоит выделить сексуальную объективацию косплееров, которая исходит от определённой части публики, обращающей внимание только на сексуальную часть образа выбранного персонажа.
Многие персонажи комиксов, существующие долгое время, имеют несколько канонических образов, меняющихся в течение эволюции произведения. Это происходит из-за изменений в работающих над произведением творческих коллективах, а также требованиях общества и/или продюсеров. Большая[уточнить] часть женских персонажей супергеройских комиксов, нацеленных на мальчиков-подростков, получила сексуализированые образы, их изображают как идеальных сексуальных партнёрш, а не как независимые личности; они носят откровенную одежду, имеют большую грудь, часто изображаются с изогнутой спиной и в эротизированных ракурсах. В первую очередь такая женщина представляет собой сексуальный объект, а только потом уже героиню.
Одновременно может издаваться несколько различных комиксов с участием одного и того же персонажа, в которых художники могут закладывать или не закладывать в дизайн персонажа сексуальную объективацию, делая акценты на других аспектах комикса. Окружающий персонажа имидж может привести к сложностям и для изображающего его человека. При этом часть косплееров специально использует данный эффект для своего продвижения в масс-медиа (от англ. mass media — средства массовой информации), получения популярности, рекламных контрактов и прочих преференций.
Использование откровенных костюмов получило распространение уже на заре специализированных фестивалей в 1970-е годы. Учитывая, что подобные фестивали посещала публика различных возрастов и взглядов, то организаторами фестивалей было выработано неформальное правило «no costume is no costume», то есть без одежды или в крайне откровенной одежде в фестивале участвовать нельзя. Многие фестивали приняли правила, ограничивающие откровенность косплея, и в случае их нарушения могут требовать изменить костюм.

## Фотография и её цифровая обработка
Важным дополнением косплея является создание «фотосета», то есть тематической серии фотографий. Фотосет косплея можно отнести к одной из разновидностей модной фотографии, так как он направлен на отображение не только одежды и аксессуаров, но и на создание определённой атмосферы для передачи нюансов образа.
Особенностью создания косплейного фотосета является требование от фотографа знаний о фотографируемом персонаже (специфической мимики, пластики, атрибутики персонажа, подбор фона и антуража для места проведения съёмок). Такая фотосъёмка представляет собой в первую очередь дополнительное средство достижения схожести косплеера с персонажем, а не документальную работу, фиксирующую детали косплеера и костюма. В этой связи к косплейному фотосету применимы те же подходы в процессе фотосъёмки и цифровой обработки фотографии, что и для фэшн-фотографии, а именно подчёркивание достоинств косплеера и его костюма, сокрытие визуальных недостатков косплея или модели: косплей представляет собой образ персонажа, наделённого, как правило, недоступными для человека физическими свойствами и особенностями, а также недостижимыми на текущем уровне научно-технического прогресса аксессуарами.
В связи с высоким уровнем развития косплей-индустрии уже достаточно давно[уточнить] появились фотографы, которые специализируются на создании и обработке именно косплей-фотографий.